# Dario Cologna
Dario Cologna (n. 11 martie 1986, Santa Maria Val Müstair⁠(d), cantonul Graubünden, Elveția) este un schior de fond ce a reprezentat Elveția, medaliat olimpic. A participat la 2 ediții ale Jocurilor Olimpice (2010, 2014) în care a câștigat 3 medalii de aur.